# Fødselsdagsgaven (film fra 1910)
 For alternative betydninger, se Fødselsdagsgaven. (Se også artikler, som begynder med Fødselsdagsgaven)
Fødselsdagsgaven er en dansk stumfilm fra 1910 produceret af Nordisk Films Kompagni. Filmens instruktør er ukendt.

## Handling
Denne artikel mangler et handlingsreferat. Hjælp os med at skrive det.

## Medvirkende
- Petrine Sonne
- Holger Rasmussen
- Ingeborg Rasmussen
- Paul Welander
- Rigmor Jerichau
- Agnes Boesen